# Parapoynx diminutalis
Parapoynx diminutalis là một loài bướm đêm thuộc họ Crambidae. Nó là loài đặc hữu của south-Đông Á, bao gồm Bắc Úc, Queensland và New South Wales ở Úc, but has since been được tìm thấy ở United Kingdom và Hoa Kỳ.
Sải cánh dài khoảng 20 mm.
Ấu trùng ăn các loài Hydrilla.